# Ротонді
Ротонді (італ. Rotondi) — муніципалітет в Італії, у регіоні Кампанія,  провінція Авелліно.
Ротонді розташоване на відстані близько 210 км на південний схід від Рима, 37 км на північний схід від Неаполя, 21 км на північний захід від Авелліно.
Населення — 3611 осіб (2014).
Щорічний фестиваль відбувається 29 вересня. Покровитель — святий Михайло.

## Демографія
Населення за роками:

Станом на 1 січня 2023 року в муніципалітеті офіційно проживало 160 іноземців з 16 країн, серед них 48 громадян країн Євросоюзу та 6 громадян України.

## Сусідні муніципалітети
- Айрола
- Авелла
- Бонеа
- Червінара
- Монтезаркьо
- Паолізі
- Роккарайнола